# Yūko Satō
Yūko Satō (佐藤 ゆうこ Satō Yūko; prefectura de Kanagawa, 25 de diciembre de 1970 ) es una seiyū japonesa. Es reconocida, entre otros roles, por interpretar a Yoh Asakura de la serie Shaman King.

## Roles interpretados

### Series de Anime
- Animal Yokochō como Issa
- Astroboy (2003) como Kennedy/Kenichi Shikishima
- Black Jack como Sharaku Hosuke
- Digimon Savers como Tohma
- Fullmetal Alchemist (2003) como Lust
- Gad Guard como Takumi Kisaragi
- Gegege no Kitarō (2007) como Yuki-onna
- Gintama como Oryou
- GUNxSWORD como Lin
- Kaleido Star como Julia
- Kyūketsuhime como Masaki Urabe (niño)
- Mobile Suit Gundam SEED como Juri Wu Nien
- Narue no Sekai como Rokugo
- Naruto como Akane
- Ninja Boy Rantaro como Kuromon Denshichi
- Oh! Edo rocket como Genzou Mama
- Pokémon como Hachirou y Senichi
- Pokémon: Generación Avanzada como Kuni
- Saiyuki Reload como Kami Sama (niño)
- Shaman King como Yoh Asakura
- Soredemo Sekai wa Utsukushii como Violeta
- Superior Defender Gundam Force como Gundamusai y Raimi
- The SoulTaker como Sanae
- Yu-Gi-Oh! 5D's como Michel

### OVAs
- Fullmetal Alchemist: Chibi Party como Lust
- Fullmetal Alchemist: Premium Collection como Lust
- Fullmetal Alchemist: Siete homúnculos vs. Alquimistas estatales como Lust

### Películas
- Black Jack: Los dos médicos oscuros como Sharaku Hosuke
- Doraemon y la leyenda del espacio tiempo como Nyako
- Doraemon y los dioses del viento como Tomjin
- Shin Chan: Operación rescate como Segi

### Videojuegos
- 3rd Super Robot Taisen Alpha to The End of the Galaxy como Selena Restall
- Fullmetal Alchemist: Dream Carnival como Lust
- Fullmetal Alchemist 2: Curse of the Crimson Elixir como Lust
- Gundam Seed: Alliance V.S. Z.A.F.T. como Juri Wu Nien
- JoJo's Bizarre Adventure: All Star Battle como Hayato Kawajiri
- Shenmue como Eri Tajima
- Tales of Legendia como Melanie

### Doblaje
- Cow & Chicken como la Maestra
- Dr. Dolittle 2 como la Ardilla
- Liga de la Justicia como Lois Lane y Livewire
- Liga de la Justicia Ilimitada como Lois Lane
- Kim Possible como Shego
- Kim Possible: A Sitch in Time como Shego
- Kim Possible Movie: So the Drama como Shego
- Superman: Brainiac Attacks como Lois Lane
- Superman: la serie animada como Lois Lane
- The Batman como Lois Lane
- The Powerpuff Girls como Ms. Sara Bellum

## Música
Ha interpretado para la serie Shaman King:
- Tamashii Kasanete (ending del episodio 64)
- SILENT WEAPON